# Aldeadávila de la Ribera
Aldeadávila de la Ribera ist eine nordspanische Gemeinde (municipio) in der Provinz Salamanca in der Autonomen Gemeinschaft Kastilien-León. Der Schriftsteller Miguel de Unamuno nannte den Ort das ‚Herz‘ (corrazón) der Berglandschaft der Arribes del Duero.

## Lage
Aldeadávila de la Ribera liegt im äußersten Nordwesten der Provinz Salamanca in einer Höhe von ca. 680 Metern ü. d. M. in der felsigen Landschaft des Naturparks Arribes del Duero nahe der vom Fluss Duero gebildeten Grenze zu Portugal. Die Provinzhauptstadt Salamanca ist etwa 100 Kilometer (Fahrtstrecke) in südöstlicher Richtung entfernt.

## Bevölkerungsentwicklung
| Jahr      | 1950 | 1960 | 1970 | 1981 | 1990 | 2000 | 2013 | 2018 |
| Einwohner | 2056 | 3388 | 1965 | 1826 | 1345 | 1702 | 1324 | 1239 |

Im Jahr 1900 und auch danach hatte der Ort konstant zwischen 1850 und 2030 Einwohner. Der Sprung auf über 3000 Einwohner in den 1960er Jahren hängt mit dem Bau der nahegelegenen Talsperre (Presa de Aldeadávila) zusammen; nach deren Fertigstellung im Jahr 1964 ist die Bevölkerungszahl wieder auf Normalwerte abgesunken.

## Wirtschaft
Die Landwirtschaft, vor allem die Anpflanzung von Weinreben, Oliven- und Obstbäumen, spielt traditionell die größte Rolle im Wirtschaftsleben der Gemeinde. Außerdem bildete der Ort bereits im Mittelalter den merkantilen und handwerklichen Mittelpunkt der Region. Einnahmen aus dem Tourismus in Form der Vermietung von Ferienwohnungen (casas rurales) sind in den letzten Jahrzehnten hinzugekommen.

## Sehenswürdigkeiten

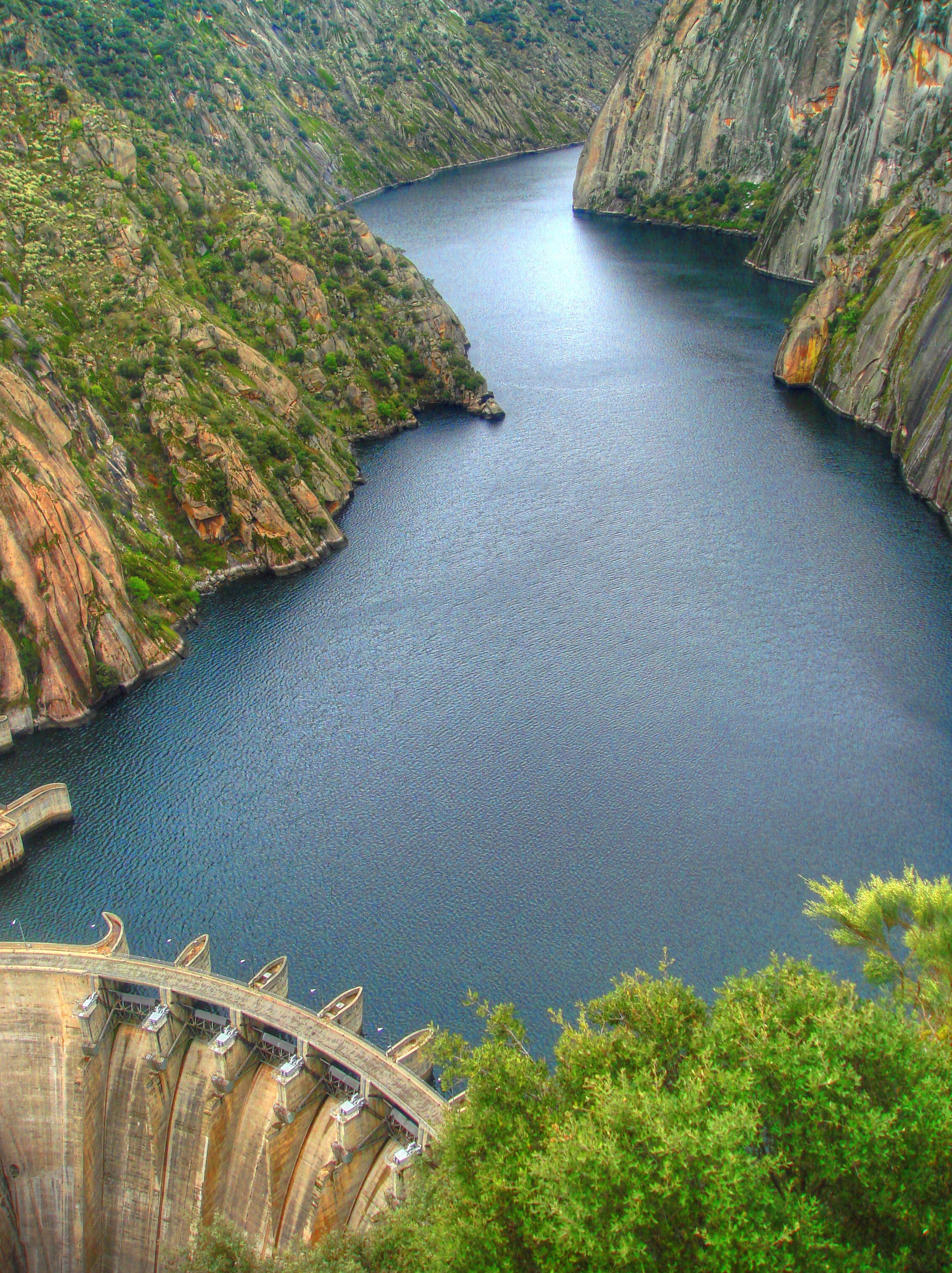
Presa de Aldeadávila vom Picón de Felipe aus gesehen

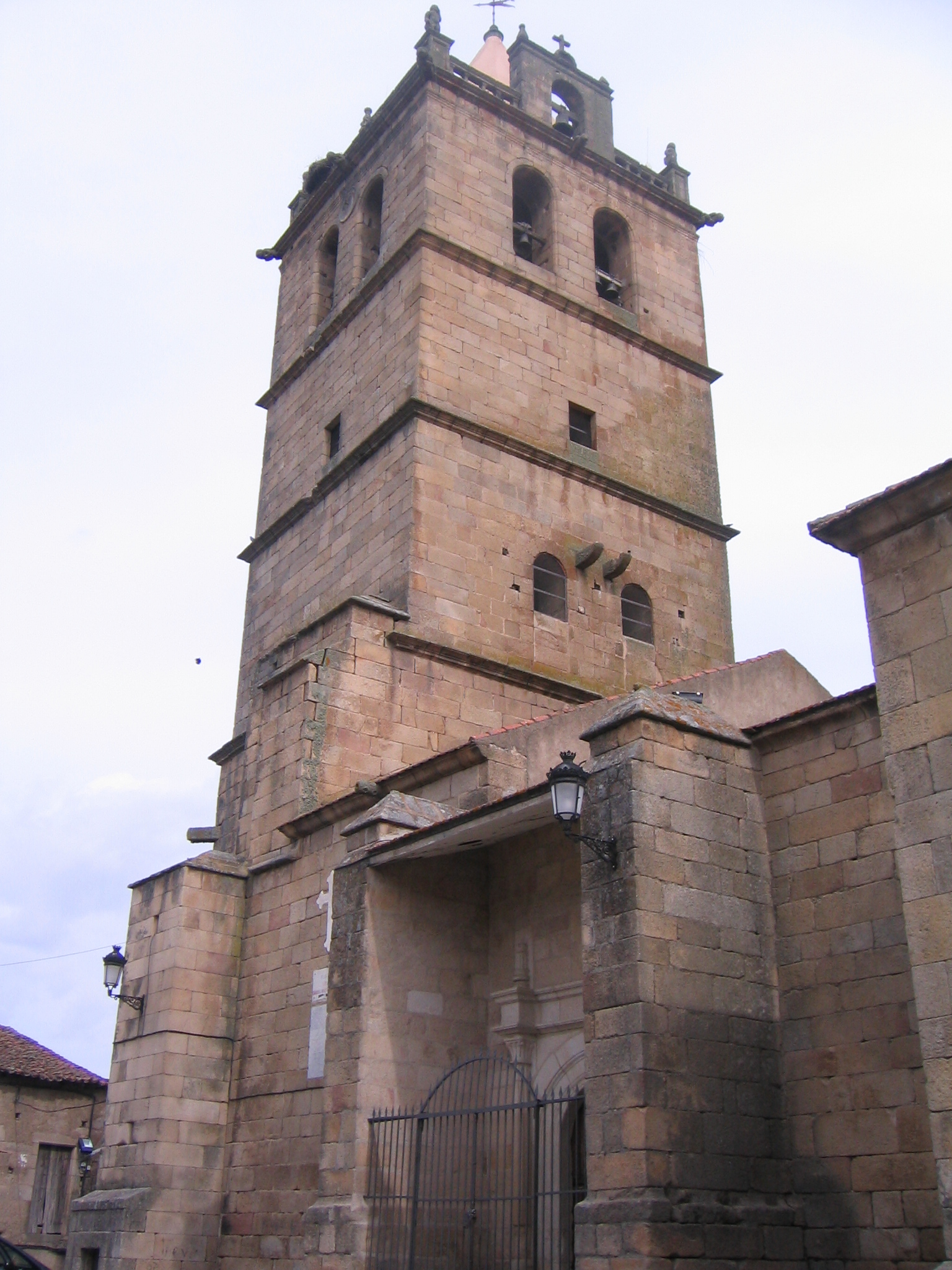
Iglesia San Salvador

- Die Kirche des Ortes (Iglesia San Salvador) ist ein Bau des 13. Jahrhunderts, der aber im 15./16. Jahrhundert tiefgreifend umgestaltet wurde. Der durch horizontale Gesimse gegliederte Glockenturm, der mit seinen zwei Metern dicken Mauern auch als Wehrturm konzipiert wurde, beeindruckt durch seine Höhe von über 40 Metern. In seinem dritten Stockwerk befindet sich ein gewölbter Saal für Sitzungen. Der Spitzhelm des Turmes ist umstanden von einer Brüstung mit integrierten Glockengiebeln. Der Eingang zum Gotteshaus befindet sich – wie bei vielen Kirchen im Norden Spaniens – auf der Südseite. Die Apsis ist ausgestaltet mit einem barocken Altarretabel von Diego de Salcedo.
- Der Palacio de los Marqueses del Caballero-Aldeadávila de la Ribera ist ein klassizistischer Adelspalast aus dem 18. Jahrhundert. An seiner Außenwand befindet sich ein gusseiserner Wappenschild.
- Das Museo de Ecoturismo Las Majadas Arribeñas informiert über die Geologie sowie über die Fauna und Flora des Naturparks Arribes del Duero.
- Vom etwa fünf Kilometer westlich des Ortes gelegenen Aussichtspunkt Picón de Felipe und weiteren miradores in dessen näherer Umgebung bieten sich eindrucksvolle Ausblicke über das Tal des Duero und die in der Franco-Zeit begonnene und fertiggestellte Talsperre Presa de Aldeadávila.

## Persönlichkeiten
- Eleonore Urraca von Kastilien (1374–1435), Titularkönigin von Aragón, Sizilien und Sardinien
- José Antonio Caballero (1754–1821), Adliger und Politiker